# Subaru Impreza WRX STI
Subaru Impreza WRX STI är en sportmodell av bilen Subaru Impreza. 
Den har en 2.0/2.5liters turboladdad boxermotor på 280 till 300 hästkrafter och är, som alla Subarumodeller, fyrhjulsdriven.
Den första modellen lanserades 1992.  
Den tionde generationen lanserades 2008. Den kom först endast som kombi men i oktober 2010 blir sedanversionen aktuell.